# فرانسیس بیمونت
فرانسیس بیمونت (انگلیسی: Francis Beaumont؛ زاده ۱۵۸۴ درگذشته ۶ مارس ۱۶۱۶) یک هنرپیشه، و نمایش‌نامه‌نویس بود.